# 郯廬大地震 (1668年)
郯廬大地震（たんじょうおおじしん）とは、1668年7月25日、中国大陸の東部・山東省で発生した巨大地震である。この地震のマグニチュードは「8.5」と推定され、中国東部で発生した地震としては史上最大規模である。

## 地質学
郯廬-廬江断層帯は、中国大陸の東部に存在する大規模な活断層帯である。この断層は「山東省北部の郯廬から始まり、南部の安徽省廬江に達する」と考えられてきた。北北東から南南西へと向かうこの断層帯は、ロシアと中国の国境付近の肇興から渤海を経由して長江北岸近くの広済に至り、中国の国土のおよそ2400 km超にわたって拡がっている。郯廬-廬江斷層帯は、北部、中部、南部に領域が分けられ、中央領域は渤海湾に位置する。渤海湾の南部においては、それぞれ異なる時間帯で異なる活動状態を示し、山東省においては地震活動がとても活発である。1668年7月25日に発生した郯廬大地震が波及した江蘇省の北部では地震が数回、安徽省でも小規模な地震が数回発生した。この断層帯は時代の経過とともに変化を続けており、三畳紀後期から白亜紀中期にかけての総変位(Total Displacement)は、150 - 200km、300 - 400km、さらには740kmもの長さに及ぶ、左横擦れ型水平移動の断層帯となった。白亜紀後期に入ると、連続する地殻伸張の流水域へと至る集中的な伸張活動が起こり、砕屑性および火砕性の堆積物が蓄積して厚さ最大10kmの頑丈な地溝型断層を形成した。この地溝帯は古第三紀に入ると局所的な地殻応力(Tectonic Stress)が西北西に向けて伸長し、東北東に対しては圧縮するうちに、方向の変化に対応する形で閉じた。始新世後期、インド亜大陸とアジア大陸の衝突が起こると、右横擦れ型水平移動の断層帯に進化した。この断層の地溝帯は新生代以降、圧縮運動を受けて徐々に摩耗し、その地層は激しく褶曲・隆起した。
この地震は北京と上海のほぼ中間地点で発生したが、この地帯における地震活動は稀な現象であり、巨大地震は150年以上にわたって前例が無かった。この地震が惹き起こした断層破壊は、長さ200km以上に及び、震源の深さは「20km」、最大破壊幅は「およそ20km」とされている。郯廬大地震は、中国大陸の東部で発生した地震としては史上最大規模のものとなった。断層の走行は21.6度、地層の傾斜角は89.5度で、南東方向にわずかに沈下し、滑り角は170度で、逆推進力が認められた。断層長は約160km、下方境界の深度は約32km、上方境界の埋没深度は約4kmであった。これらの数値は、直立右横擦れ型の断層が北北東方向へと水平移動したこと、ならびに地殻の貫通を示唆している。歴史文書に記録された被害の観察から、郯廬大地震のマグニチュードは「8 1/2」と推定されている。郯廬で地震が起こった翌日の7月26日、断層の北端の伸長傾斜で余震が発生した。この地震のマグニチュードは「63/4」と推定されている。1672年6月17日、マグニチュード「6」の余震が断層の北部、莒縣近くで発生した。古地震学に基づく調査により、紀元前6280年ごろにも同様の巨大地震が発生したことが分かったという。1668年9月18日、山東省の泰安付近にて、マグニチュード「6」の地震が発生した。これは郯廬大地震の余震とみなされており、その震源地は郯廬の西側約200kmの地点であり、走行断層は垂直方向であった。
有史以来、山東省における推定マグニチュードが「6.0」超の地震は6回発生している。「紀元前70年6月1日、推定マグニチュード「7」超の地震が発生した」との記録が残っている。1829年11月19日、湖北省の宜都と山東省の臨朐の中間地点で地震が発生し、宜都では27の村で28人が死亡し、7,047戸の家屋が倒壊した。臨朐では89人が死亡し、9,544戸の家屋が倒壊した。
1949年10月の中華人民共和国の成立後、地震における二つの震度区分において、山東省の南部は最大震度「10」超の高震度区域に分類され、大地震の発生と、それに伴う深刻な危険が起こる地域とみなされている。この断層帯は山東省の中央部を通過し、渤海湾を北に渡って遼寧省に入り、そこから吉林省、黒竜江省を経由してロシア領内へと繋がる。
1974年と1975年にマグニチュード「7」超の地震が発生し、その震源地は遼寧省海城市であった。1969年には中国大陸の北部でマグニチュード「7.4」の地震が、1975年には渤海中部と遼寧省海城市でマグニチュード「7.3」の地震が発生し、それらはいずれも郯廬断層帯に沿う形で起こったものであった。遼寧省で起こった地震は1668年の郯廬大地震と同じく、第四紀にできた断層に沿って発生したが、この地域においては、歴史に残るほどの地震活動は以前まで見られなかった。1679年、北京は約50-60km離れた地域を震源とする大地震に見舞われた。この都市では1057年、1337年、1484年、1536年、1658年、1665年、1730年にも地震が発生し、被害を記録した。
郯廬大地震で放出されたエネルギーは、1976年7月28日に発生した唐山大地震の約11倍であった。この地震により、5万人を超える人々が死亡した。

## 地震発生
| 場所   | 犠牲者数         |
| ------ | ---------------- |
| 莒縣   | 20,000           |
| 郯廬   | 8,700            |
| 臨沂   | 6,900            |
| 諸城   | 2,700            |
| 東營   | 1,000            |
| 萊蕪   | 住民の多くが死亡 |
| 膠州   | 90               |
| 濰坊   | 470              |
| 沂水縣 | 1,725            |
| 即墨区 | 653              |
| 鄒城   | 100              |
| 魚臺縣 | 140              |
| 泗水縣 | 100              |

1668年7月25日（康熙7年6月17日）午後8時ごろ、中国大陸東部・山東省郯廬にて地震が発生した。最も被害が大きかった地域は郯廬、臨沂、莒縣で、山東省、河北省、浙江省、江蘇省、河南省、山西省、陝西省、江西省、福建省、湖北省、湖南省を襲った。この地震は410以上の県に影響を及ぼし、半径800km以上にまで被害が及び、その総面積は約1,000,000㎢に達した。
政府機関の建物、学校、寺院、祖霊舎、民家、塔、橋が倒壊し、地滑り、地盤沈下、地割れが起こり、それとともに水が湧き出し、およそ3フィートの高さまで噴出した。地面の亀裂は横切るには危険なほど幅が広く、穴の底が見えないほどの深さであったという。
本震発生後、7月26日、8月24日、9月18日、9月23日に地震が繰り返し発生した。マグニチュード「6.5」から「7.1」の余震が6回発生し、6年に亘って続いた。
この地震は、江蘇省、安徽省、河南省、河北省、湖北省、江西省、浙江省、福建省、山西省、陝西省、東海および朝鮮半島東部にまで及んだ。地震の震度はMMIで「12」相当に達し、清朝内務府が発表した統計記録によれば、この地震による死者は5万人を超えた。地震発生後、至る所に死体が転がり死屍累々の惨状を呈し、埋葬できないままの死体が多く残り、悪臭が漂った。その後、大雨が降り、灼熱の太陽が照り付け、疫病や赤痢が蔓延したのち、生き残った人々は立ち退いていった。大洪水、猛暑、疫病、飢餓による死者も続出した未曾有の災害となった。
清朝第4代目の康熙帝は、地震発生当時、14歳であった。康熙帝は内務府に災害状況の確認と系統的な救援活動を命じ、災害救援計画を速やかに承認すると、40以上の県と郡において税金を免除し、22万7300両の銀貨を発行して災害救援基金に充てた。康熙帝に加えて作家の蒲松齢が書き残した郯廬大地震発生時の様子は、歴史の記録として伝世している。

## 参考資料
- Earthquake Research in China

- Fault plane parameters of Tancheng M81/2 earthquake on the basis of present-day seismological data

- Wenliang Jiang; Jingfa Zhang; Zhujun Han; Tian Tian; Qisong Jiao; Xin Wang; Hongbo Jiang (2017). “Characteristic Slip of Strong Earthquakes Along the Yishu Fault Zone in East China Evidenced by Offset Landforms”. Tectonics 36 (10):  1947-1965. Bibcode: 2017Tecto..36.1947J. doi:10.1002/2016TC004363.

- Jianshe Lei; Dapeng Zhao; Xiwei Xu; Mofei Du; Qi Mi; Mingwen Lu (2020). “P-wave upper-mantle tomography of the Tanlu fault zone in eastern China”. Physics of the Earth and Planetary Interiors (Elsevier) 299 (106402):  106402. Bibcode: 2020PEPI..29906402L. doi:10.1016/j.pepi.2019.106402.

- Wang, Jian; Main, Ian G. (2022-08-25). “Strong historical earthquakes and their relationships with the Tan-Lu fault system and modern seismicity in eastern China”. Natural Hazards 115:  539–564. doi:10.1007/s11069-022-05565-8.